# Peder Bodén
Peder Bodén, född 8 april 1978 i Umeå, är en innebandyspelare i IBK Umeå Norr tidigare IBK Dalen från Umeå. Bodén har flera stora meriter från sin karriär som spelare, bland annat två VM-guld och 43 landskamper. Peder blev poängbäste svensk genom tiderna då han gjorde sin 723:e poäng (352+371) i Svenska Superligan och han passerade därmed Niklas Jihde.